# Cyrielle Chatelain

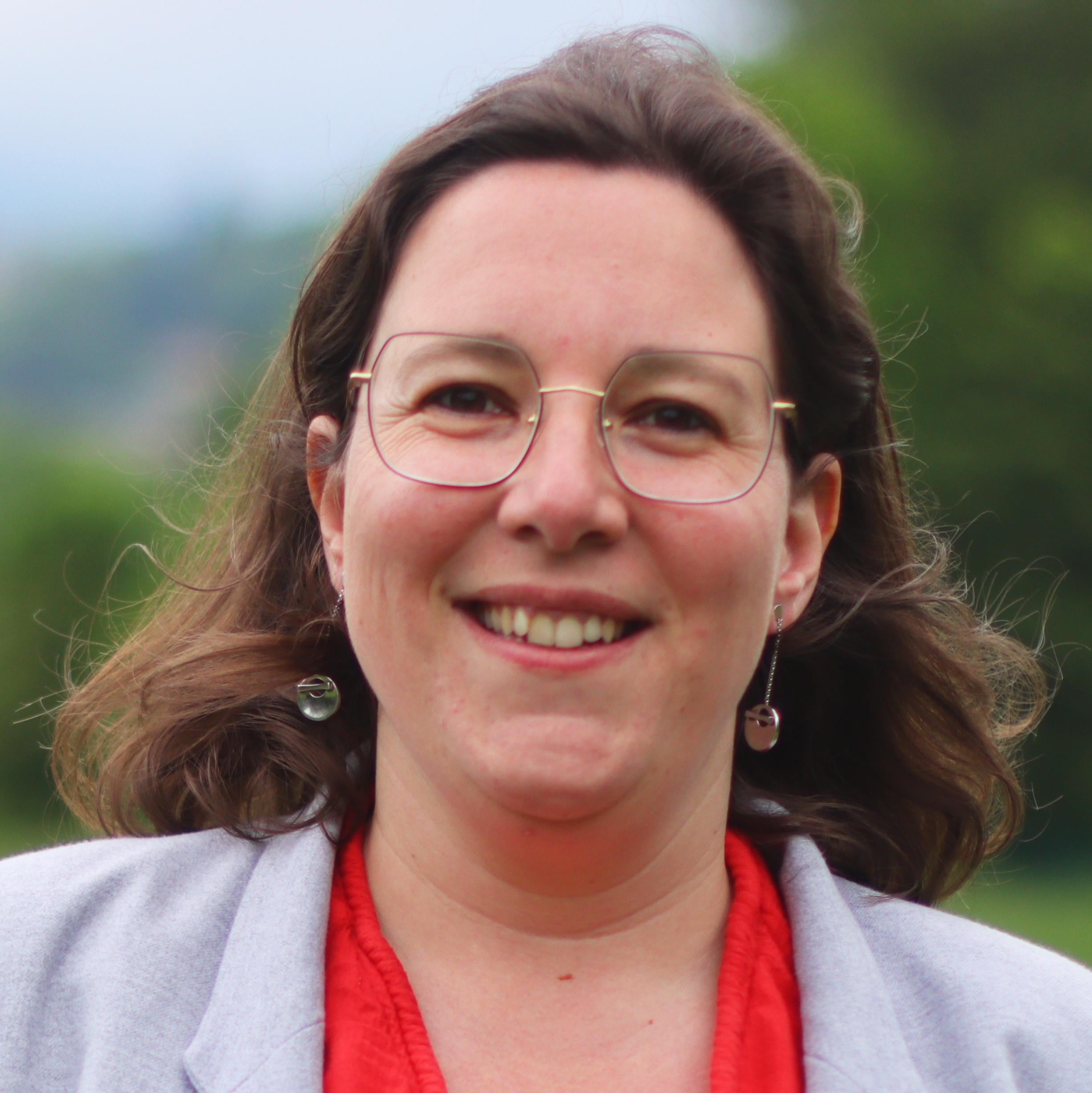
Cyrielle Chatelain

Cyrielle Chatelain (geboren am 15. Juli 1987 in Montbéliard (Doubs)) ist eine französische Politikerin.
Sie ist Mitglied der Partei Europe Écologie Les Verts. Bei der Parlamentswahl 2022 wurde sie als Abgeordnete des 2. Wahlkreises des Département Isère im Rahmen des Parteienbündnisses NUPES in die Nationalversammlung gewählt.
Sie stand ab Juni 2022 der Fraktion der Grünen (Groupe Écologiste) in der Nationalversammlung vor, zunächst in einer Zweierspitze mit Julien Bayou, ab September 2022 allein.

## Ausbildung und berufliche Laufbahn
Chatelain stammt aus einer Familie von Linksaktivisten – ihre Eltern, beide Sonderpädagogen, unterstützten Greenpeace und die Anti-Atomkraft-Bewegung.
Im Jahr 2006 trat sie im Alter von 18 Jahren den Grünen bei und wurde später Co-Bundesgeschäftsführerin der Jungen Grünen (Jeunes écologistes).
Sie hat einen Doppelabschluss in Philosophie und Politikwissenschaft sowie einen Master in Unternehmertum in der Sozial- und Solidarwirtschaft (entrepreneuriat en économie sociale et solidaire).
Sie arbeitet in einem Verband von Vereinen zur Eingliederung durch Vermittlung von Wohnraum.
Von 2012 bis 2014 war sie parlamentarische Assistentin des grünen Abgeordneten Éric Alauzet aus dem Département Doubs, danach war sie von 2015 bis 2018 zuständig für das Wohnungswesen im Kabinett von Christophe Ferrari, Präsident der Metropolregion Métropole de Grenoble. In dieser Position kümmert sie sich vor allem um die Unterbringung von Obdachlosen und arbeitet dabei mit dem Samu social von Grenoble zusammen. Von 2020 bis zu ihrer Wahl zur Abgeordneten war sie technische Beraterin im Kabinett von Bruno Bernard, dem Präsidenten der Metropole Lyon.
Chatelain ist im ideologischen Zentrum von EELV angesiedelt. 2014 setzte sie sich dafür ein, dass ihre Partei nach dem Ausscheiden von Cécile Duflot und Pascal Canfin nicht in die Regierung Manuel Valls eintrat. Bei der Präsidentschaftsvorwahl der Grünen 2021 unterstützte sie Éric Piolle. Dieser bezeichnete sie als eine der drei Personen, die mit dem Aufbau seines Programms betraut waren.

## Politische Laufbahn

### Das Abgeordnetenmandat in der XVI. Legislaturperiode

#### Die Wahl
Als Teil der NUPES-Koalition für die Parlamentswahl 2022 und immer noch mit der EELV verbunden, kandidierte Chatelain im zweiten Wahlkreis des Departements Isère. Ihr Ersatzkandidat war Alban Rosa, Stadtrat von France Insoumise in Échirolles.
Am 19. Juni 2022 gewann sie die Wahl gegen den bisherigen Abgeordneten Jean-Charles Colas-Roy (La République en marche) mit 52,13 % der Stimmen. Damit brachte sie einen Wahlkreis mit langer linker Tradition zurück auf die linke Seite.
Am 23. Juni 2022 wurde sie in einer Doppelspitze mit Julien Bayou zur Ko-Vorsitzenden der Grünen-Fraktion gewählt. Obwohl sie der breiten Öffentlichkeit unbekannt war, und obwohl mehrere bekanntere Persönlichkeiten wie Sandrine Rousseau oder Delphine Batho im Gespräch waren, wurde sie einstimmig gewählt. Der paritätische Vorsitz ist eine übliche Praxis der grünen Fraktion, die bereits in der Amtszeit 2012–2017 angewandt wurde. Nach dem Rückzug von Julien Bayou aus dem gemeinsamen Vorsitz am 27. September 2022 hat Cyrielle Chatelain den Vorsitz allein inne.

## Persönliches
Chatelain wohnt in Eybens, einer Gemeinde in ihrem Wahlkreis, die im Großraum Grenoble liegt. Sie ist Mutter von zwei Töchtern.